# Nationaal park Alas Purwo
Nationaal park Alas Purwo ligt in het zuidoosten van het Indonesische eiland Java op het schiereiland Blambangan en nabij de stad Banyuwangi. Het gebied bestaat voor een groot deel uit savanne, regenwoud en mangrove. Langs de kust zijn stranden en koraalriffen. Volgens een Javaanse legende zou de aarde hier ontstaan zijn. De naam van het park betekent dan ook Oud(ste) bos.
In het savannegebied leeft een groep banteng waarvan het aantal snel afneemt. Andere dieren zijn de Aziatische wilde hond, de Javaanse langoer, de groene pauw, de bankivahoen, de warana, de karetschildpad en de soepschildpad.

## Surflocatie
Aan de kust ligt het strand Plengkung, ook bekend als G-land. Dit wordt gezien als een van de beste surflocaties ter wereld waar zelfs tube riding mogelijk is. Elk jaar, van maart tot november, komen hier duizenden surfers per boot vanaf Bali naartoe.